# Joan Nestle
Joan Nestle, née le 12 mai 1940 à New York est une écrivaine et éditrice américaine. Elle a obtenu plusieurs fois le prix Lambda Literary dans plusieurs catégories, dont celle de la meilleure fiction lesbienne.
Elle est cofondatrice du Lesbian Herstory Archives. Elle est ouvertement lesbienne et considère son travail d'archivage de l'histoire lesbienne comme essentielle à son identité « en sa qualité de femme, de lesbienne et de Juive ».

## Biographie
Joan Nestle est née et a passé toute sa jeunesse dans le Queens (New York).
Le père de Joan Nestle est mort avant sa naissance. Joan Nestle fut élevée par sa mère Regina Nestle, comptable dans le quartier de la mode à New York. Joan attribue à sa mère sa croyance au droit indéniable pour la femme d'aimer le sexe.
Elle fit ses études au Martin Van Buren High School dans Queens Village à New York et obtint son B.A. (Baccalaureate of Arts) du Queens College en 1963. Au milieu des années 1960 elle s'engagea dans le Mouvement afro-américain des droits civiques (African-American Civil Rights Movement) , voyagea dans le Sud des États-Unis pour rejoindre les marches de Selma à Montgomery et participa aux campagnes d'inscription des électeurs (en). Elle obtint une maîtrise en anglais à l'Université de New York (New York University) en 1968 et continua un doctorat pendant deux ans avant d'enseigner au Queens College.
Joan Nestle a fait partie de la classe ouvrière fréquentant les bars butch-fem de New York depuis la fin des années 1950. Dans une interview qu'elle a accordée au Ripe Magazine elle déclara que le centre de sa vie sociale en tant que jeune lesbienne était un bar appelé The Sea Colony, qui comme beaucoup d'autres à l'époque, était fréquenté par le crime organisé et qui, pour éviter des descentes de la brigade des mœurs, n'autorisait qu'une femme à la fois aux toilettes.

« La file pour les toilettes partait de la pièce arrière et traversait un étroit couloir jusqu'aux toilettes qui se trouvaient derrière le bar. Une butch se trouvait au début de la file et distribuait deux feuilles de papier toilette à chacune... Il m'a fallu beaucoup de temps pour réaliser que pendant que je me battais pour toutes ces autres causes, c'était frustrant d'obtenir ma ration de feuilles de papier toilette. »

À la suite des émeutes de Stonewall en 1969 le Mouvement de libération gay est devenu le centre de son activisme. Elle rejoignit le Lesbian Liberation Committee en 1971 et participa à la fondation du Gay Academic Union (en) (GUA) en 1972. L'année suivante, Joan Nestle et d'autres membres du GAU commencèrent à collecter et préserver des documents et objets en relation avec l'histoire du lesbianisme. Ce projet fut le lancement du Lesbian Herstory Archives, qui vit le jour en 1974 dans une petite pièce de l'appartement qu'elle partageait avec sa partenaire de l'époque Deborah Edel. La collection déménagea par la suite (1992) dans un brownstone à Park Slope, (Brooklyn). Actuellement le musée comporte plus de 20 000 livres, 12 000 photographies et 1 600 titres de périodiques,
Joan Nestle commença à écrire des fictions en 1978 pendant qu'elle était en convalescence durant une année et ne put enseigner. Ses écrits érotiques axés sur les relations butch-fem firent d'elle une figure controversée durant les Feminist Sex Wars des années 1980. Des membres de l'association féministe radicale Women Against Pornography appelèrent à la censure de ses ouvrages. Dans ses écrits politiques, Joan Nestle, qui s'auto-identifia fem, argua que le féminisme contemporain en rejetant les identités butch et fem refoulait une grande part de lui-même,. Joan Nestle disait vouloir que les gens, et particulièrement les lesbiennes, voient que les relations butch-fem ne sont pas une imitation négative de l'hétérosexualité. Ses écrits sur le sujet ont eu une forte influence : Lillian Faderman la décrit comme la sage-femme d'une nouvelle vision des butch-fem, et son anthologie de 1992 The Persistent Desire : A Femme-Butch Reader devint l'ouvrage de référence en ce domaine.
Joan Nesle quitta le Queens College en 1995 à la suite de la détection d'un probable cancer du côlon. Un cancer du sein lui fut diagnostiqué en 2001. Elle vit actuellement en Australie avec sa compagne Dianne Otto, professeur de droit et enseigne à l'université de Melbourne.
La vie de Joan Nestle a fait l'objet d'un documentaire en 2002 réalisé par Joyce Warshow Hand on the Pulse.
Joan Nestle est depuis longtemps mécène du Australian Lesbian and Gay Archives.
Elle est coauteur avec Yasmin Tambiah d'un numéro spécial du magazine multiculturel lesbien Sinister Wisdom sur le thème des lesbiennes en exil (Lesbians and Exile), publié au printemps 2014.

## Ouvrages

### En tant qu'écrivaine
- Joan Nestle, Fem, Hystériques et Associées, 2022 (ISBN 978-2-9567194-2-7 et 2-9567194-2-4, OCLC 1335127553, lire en ligne)
- A Fragile Union: New and Collected Writings (1998)
- A Restricted Country (1988)

### En tant qu'éditrice
- GenderQueer Voices from Beyond the Sexual Binary (2002) - coédité avec Clair Howell et Riki Anne Wilchins
- Best Lesbian Erotica 2000 (1999) coédité avec Tristan Taormino
- The Vintage Book of International Lesbian Fiction (1999) - coédité avec Naomi Holoch
- Women on Women 3 : An Anthology of Lesbian Short Fiction (1996) coédité avec Naomi Holoch
- Sister and Brother : Lesbians and Gay Men Write about Their Lives Together (1994) coédité avec John Preston
- Women on Women 2 : An Anthology of Lesbian Short Fiction (1993) coédité avec Naomi Holoch
- The Persistent Desire : A Femme-Butch Reader (1992)
- Women on Women 1 : An Anthology of Lesbian Short Fiction (1990) coédité avec Naomi Holoch

## Récompenses
- 2000 Prix Lambda Literary, catégorie "Best Lesbian & Gay Anthology - Fiction" pour The Vintage Book of International Lesbian Fiction
- 1999 Prix Lambda Literary, catégorie "Lesbian Studies" pour A Fragile Union
- 1998 Prix de l'American Library Association "Gay/Lesbian Book Award" pour A Restricted Country
- 1997 Prix Lambda Literary, catégorie "Best Lesbian & Gay Anthology - Fiction" pour Women on Women 3
- 1996 Le prix Bill Whitehead pour sa carrière littéraire
- 1994 Prix Lambda Literary, catégorie "Best Lesbian & Gay Anthology - non-Fiction" pour Sister and Brother
- 1992 Prix Lambda Literary, catégorie "Best Lesbian Anthology" pour The Persistent Desire
- 1990 Prix Lambda Literary, catégorie "Best Lesbian Anthology" pour Women on Women 1